# 1858 في المكسيك
فيما يلي قوائم الأحداث التي وقعت خلال عام 1858 في المكسيك.

## سياسة

### تعيين في المنصب
- 15 يناير – بينيتو خواريز رئيس المكسيك.

## مواليد

### مايو
- 12 مايو – بيدرو لاسكوراين رئيس المكسيك.

## وفيات

### يوليو
- 5 يوليو – فالنتين غوميز فارياس (مواليد 1781)